# دوم ارريرا
دوم ارريرا (بالإنجليزية: Dom Irrera)‏ هو ممثل أمريكي، ولد في 21 يوليو 1947 بفيلادلفيا في الولايات المتحدة.

## أعمال

### أفلام
- (2006) الحظيرة[1][2]

## وصلات خارجية
- دوم ارريرا على موقع IMDb (الإنجليزية)
- دوم ارريرا على موقع ميوزك برينز (الإنجليزية)
- دوم ارريرا على موقع ديسكوغز (الإنجليزية)
- دوم ارريرا على موقع قاعدة بيانات الفيلم (الإنجليزية)